# دهانه بتانی
بَتانی یک دهانه برخوردی در ماه‌ است.
این دهانه به نام محمد بن جابر بتانی حرانی، ستاره‌شناس سوری نام‌گذاری شده که از بزرگ‌ترین اخترشناسان زمان خویش بوده است.

## دهانه‌های اقماری
این دهانه ۱۶ دهانه اقماری دارد.
| بتانی | عرض جغرافیایی | طول جغرافیایی | قطر          |
| ----- | ------------- | ------------- | ------------ |
| A     | ۸.۹° S        | ۳.۲° E        | ۷.۰ کیلومتر  |
| C     | ۱۰.۳° S       | ۳.۷° E        | ۶.۰ کیلومتر  |
| B     | ۱۰.۰° S       | ۴.۰° E        | ۲۰.۰ کیلومتر |
| E     | ۱۲.۹° S       | ۶.۴° E        | ۱۴.۰ کیلومتر |
| D     | ۱۱.۳° S       | ۷.۱° E        | ۹.۰ کیلومتر  |
| G     | ۹.۴° S        | ۱.۹° E        | ۱۵.۰ کیلومتر |
| H     | ۹.۷° S        | ۵.۲° E        | ۱۱.۰ کیلومتر |
| K     | ۹.۹° S        | ۲.۰° E        | ۱۰.۰ کیلومتر |
| J     | ۱۱.۱° S       | ۶.۲° E        | ۷.۰ کیلومتر  |
| M     | ۸.۹° S        | ۴.۲° E        | ۹.۰ کیلومتر  |
| L     | ۱۲.۱° S       | ۶.۳° E        | ۸.۰ کیلومتر  |
| O     | ۱۳.۲° S       | ۴.۲° E        | ۵.۰ کیلومتر  |
| N     | ۹.۸° S        | ۴.۵° E        | ۹.۰ کیلومتر  |
| P     | ۱۲.۹° S       | ۴.۵° E        | ۵.۰ کیلومتر  |
| S     | ۱۳.۳° S       | ۶.۱° E        | ۶.۰ کیلومتر  |
| T     | ۱۲.۶° S       | ۶.۱° E        | ۹.۰ کیلومتر  |